# Elizabeth Town
Elizabeth Town is een dorp op Tasmanië, een eiland dat 240 km ten zuidoosten van Australië ligt. In 2006 had Elizabeth Town 502 inwoners. De plaats ligt in de Local Government Area Meander Valley Council.